# IV добровольческая когорта римских граждан

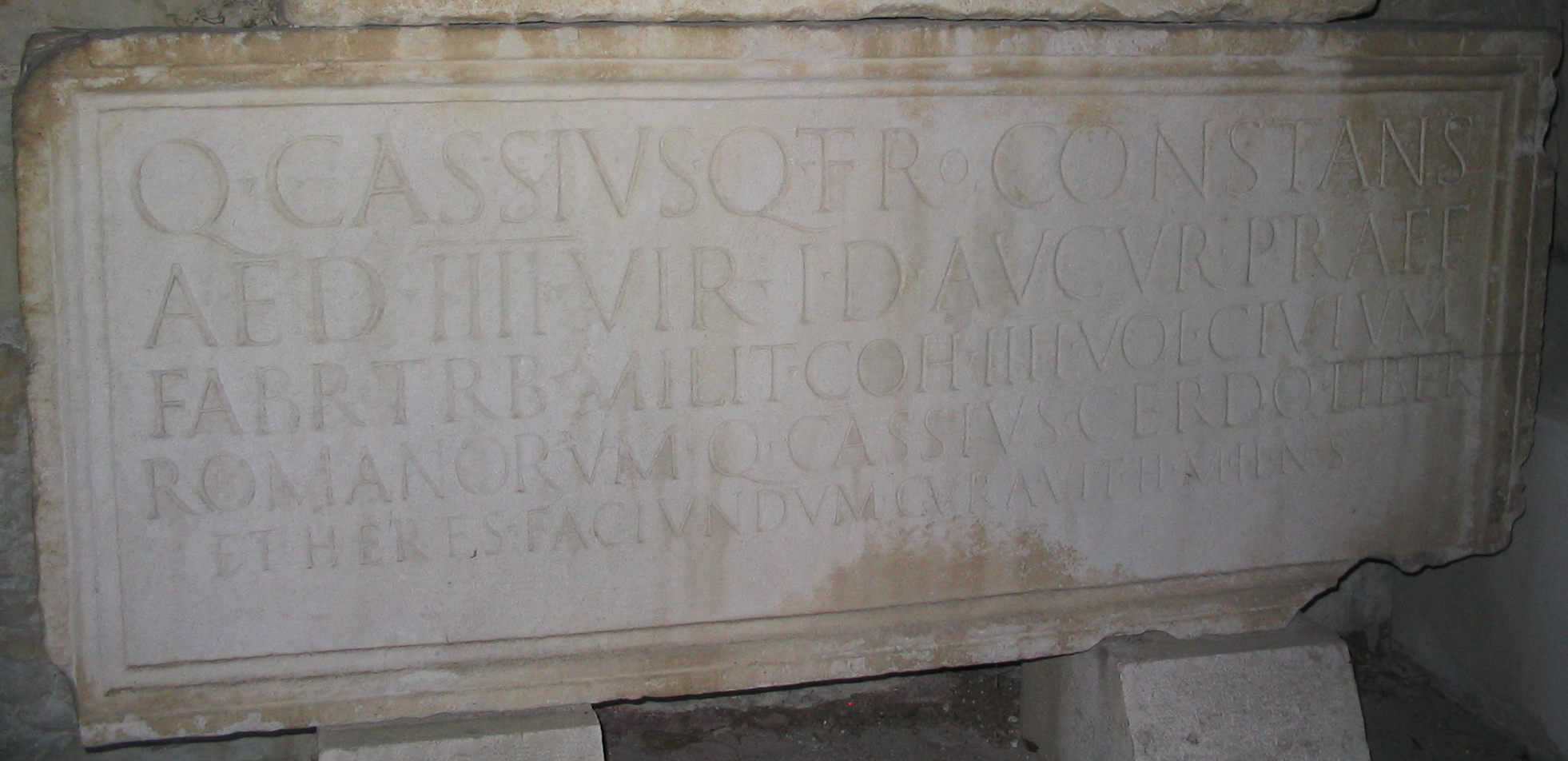
Надгробный камень Квинта Кассия Константа, бойца IV добровольческой когорты римских граждан

IV добровольческая когорта римских граждан (лат. Cohors IIII Voluntariorum civium Romanorum) — вспомогательное подразделение армии Древнего Рима, относящееся к типу cohors quinquagenaria peditata.
Данное подразделение было сформировано в 109 году по приказу императора Траяна. Это было связано с подготовкой к кампании против даков, которая требовала много сил, которые брались из провинций. Снимаемые подразделения требовали замены на местах своих постоянных дислокаций. Поэтому новообразованная когорта была отправлена в Верхнюю Паннонию, из которой наблюдался наибольший отток солдат. Она упоминается в многочисленных военных дипломах, относящихся к эпохе правления Адриана и Антонина Пия. Лагерь когорты располагался в Аксе неподалёку от Бригетиона. солдаты подразделения принимали участие в реконструкции крепостей Баратфольд и Квадраты.
Когорта не упоминается ни в одном военном дипломе периода правления Марка Аврелия, поэтому делается вывод, что она была уничтожена в самом начале Маркоманских войн.